# Leopold Löwenheim
Leopold Löwenheim (Krefeld, 26 de junio de 1878 - Berlín, 5 de mayo de 1957) fue un matemático y lógico alemán. Era hijo del profesor de matemática Detmold Louis Löwenheim y la escritora Elise Röhn. 

## Currículo académico
Asistió al Königliche Luisen Gymnasium de Berlín, completando sus estudios secundarios en 1896. Fue buen estudiante y con intereses muy variados, quedó fascinado por las matemáticas y las ciencias naturales.
Precisamente por esas dos ramas de la ciencia prosiguió sus estudios universitarios en la Universidad Humboldt de Berlín, estudiando en especial la geometría proyectiva sintética. También estudió en la Escuela Técnica Superior en Charlottenburg.
Desde 1901 trabajó en Berlín como profesor. A partir de 1904 como instructor en el Jahn-Realprogymnasium en Berlín-Lichtenberg.

## Investigación científica
Sus contribuciones al álgebra de la lógica y a la teoría de modelos han resultado de capital importancia así como los múltiples métodos de encontrar soluciones en las ecuaciones funcionales de Boole partiendo de soluciones particulares.
Su vida profesional transcurrió como profesor de matemáticas y física en diversos colegios de Berlín. Logró llevar a cabo investigaciones en el campo del álgebra de la lógica y publicó sus mayores contribuciones entre 1.908 y 1.919. 
Fue miembro de la Sociedad Matemática de Berlín. Publicó en revistas de prestigio internacional y mantenía correspondencia con los lógico-matemáticos más destacados de su época: Alwin Korselt, Hilbert, Gottlob Frege, Zermelo y Müller, entre otros.
En cuanto a sus trabajos en lógica hoy su nombre está asociado al conocido “Teorema de Löwenheim-Skolem”.

## Obra

### Algunas publicaciones
- Über das Auflösungsproblem im logischen Klassenkalkül  (1908)

- Über die von Auflösung Gleichungen im logischen Gebietekalkul (1910)

- Über Transformationen im Gebietekalkül. Mathematische Annalen 73 ( 2): 245-272    (1913)

- Die Wissenschaft und ihr Demokrits Einfluss auf die moderne Naturwissenschaft. Berlín 1.914

- Über Möglichkeiten im Relativkalkül. Mathematische Annalen 76: 447–470 (1915)

- Die logarithmische Spirale : eine ausführl. geometrische Darst. ihres Wesens und ihrer Gesetzmässigkeiten. Berlin- Charlottenburg Teichert. 1957